# Cauchemar chez le coiffeur
Cauchemar chez le coiffeur est une émission de télévision française diffusée sur M6 depuis le 13 octobre 2015. Elle met en scène Sarah Guetta, coiffeuse de stars.

## Principe
Dans chaque épisode, Sarah Guetta tente de venir en aide à des coiffeurs en difficulté. Pendant une semaine, elle a pour mission de changer le salon et de redonner aux équipes la motivation et les compétences nécessaires. Après une période d'observation où elle passe chaque salon au peigne fin, elle prend ensuite les choses en main pour bousculer les habitudes et faire revenir les clients.

## Épisodes

### Saison 1: 2015
| no | Salon de coiffure  | Situation               | Date de diffusion      | Audience          |
| -- | ------------------ | ----------------------- | ---------------------- | ----------------- |
| 1  | L'artisan coiffeur | Paimpol (Côtes-d'Armor) | Mardi 13 octobre 2015  | 1 903 000 (7,9 %) |
| 2  | Scalpetout         | Roissy en Brie          | Jeudi 10 décembre 2015 | 1 699 000 (7,1 %) |